# 柳城镇 (东源县)
柳城镇，是中华人民共和国广东省河源市东源县下辖的一个乡镇级行政单位。

## 行政区划
柳城镇下辖以下地区：
柳城社区、石侧村、上洞村、柳星村、黄洞村、上坝村、下坝村、柳城村、赤岗村和围星村。